# Reinald I. Brederodski

Reinald I. Brederodski ( Santpoort, 1336–1390) je bil 6. gospod Brederodski.

## Življenje
Bil je sin Dirka III. Brederodskega in Beatrise Heinsberške in Valkenberške. Leta 1358 je holandski grof Albert I.  Reinalda imenoval za sodnega izvršitelja (advokata) Kennemerlanda. Istega leta je bil nanj v Castricumerzandu izveden poskus atentata. 11. novembra 1377 je nasledil svojega očeta kot gospod Brederodski. Reinald je podpiral Machtelda Geldersko v njenem boju med leti 1371 do 1379 za grofijo Gelders.

## Družina in potomci
Reinald se je leta 1366 poročil z Jolando Gennepsko Eemsko, hčerko Janeza II. Gennepskega. Imela sta vsaj štiri otroke:
- Dirk ali Diederik (1370–1415), ki se je leta 1390 odločil vstopiti v meniško življenje, nakar so njegovi naslovi prešli na njegove brate. Življenje je preživel v kartuzijanskem samostanu blizu Arnhema.
- Janez I. Brederodski (1370/72–1415), sedmi gospod Brederodski, se je poročil z Johano iz Abcoude. Oba sta leta 1402 vstopila v meniško življenje, zaradi česar je njegov mlajši brat podedoval naslov gospoda Brederodskega.
- Walraven I. Brederodski (1370/73–1417), 8. gospod Brederodski, je nasledil svojega starejšega brata, ko je ta vstopil v meniško življenje.
- Viljem Brederodski, admiral, ki je svoje storitve ponujal predvsem frakciji trnek.